# اتفاقية توحيد بعض نقاط القانون الموضوعي لبراءات الاختراع
اتفاقية توحيد بعض نقاط القانون الموضوعي لبراءات الاختراع تسمى أيضًا اتفاقية ستراسبورغ أو اتفاقية ستراسبورغ للبراءات هي معاهدة متعددة الأطراف وقعتها الدول الأعضاء في مجلس أوروبا في 27 نوفمبر 1963 في ستراسبورغ، فرنسا. ودخل حيز التنفيذ في 1 أغسطس 1980 وأدى إلى تنسيق كبير لقوانين البراءات عبر البلدان الأوروبية.
تحدد هذه الاتفاقية معايير الأهلية للبراءة، أي تحدد الأسس التي يمكن على أساسها رفض الاختراعات باعتبارها غير قابلة للحماية ببراءة. وكان الغرض منه تنسيق قانون البراءات الموضوعي وليس قانون الإجراءات. تختلف هذه الاتفاقية تمامًا عن اتفاقية البراءات الأوروبية التي تنشئ نظامًا مستقلاً لمنح البراءات الأوروبية.
كان لاتفاقية ستراسبورغ تأثير كبير على الاتفاقية الأوروبية للبراءات، وعلى قوانين البراءات الوطنية في جميع أنحاء أوروبا، وعلى معاهدة التعاون بشأن البراءات، ومعاهدة قانون البراءات، وعلى اتفاق تريبس لمنظمة التجارة العالمية.

## التصديق والانضمام
صادقت ثلاث عشرة دولة على المعاهدة أو انضمت إليها وهي: بلجيكا، الدنمارك، فرنسا، ألمانيا، أيرلندا، إيطاليا، ليختنشتاين، لوكسمبورغ، جمهورية مقدونيا، هولندا، السويد، سويسرا، والولايات المتحدة.